# Escalerillas, San Luis Potosí kommun
Escalerillas är en ort i Mexiko.   Den ligger i kommunen San Luis Potosí och delstaten San Luis Potosí, i den centrala delen av landet, 400 km nordväst om huvudstaden Mexico City. Escalerillas ligger 1 955 meter över havet och antalet invånare är 4 124.
Terrängen runt Escalerillas är kuperad åt sydväst, men åt nordost är den platt. Escalerillas ligger nere i en dal. Runt Escalerillas är det tätbefolkat, med 591 invånare per kvadratkilometer. Närmaste större samhälle är San Luis Potosí, 10,5 km öster om Escalerillas. Omgivningarna runt Escalerillas är i huvudsak ett öppet busklandskap.